# 斉藤亮太
斉藤 亮太（さいとう りょうた、1982年3月11日 - ）は、日本の元子役・俳優。
作品によっては、「斎藤 亮太」で表記されている。

## 来歴・人物
- 1980年代半ば〜2000年代初頭頃にかけて子役・俳優として活躍した。

## 出演作品
テレビドラマ
- 池中玄太80キロ スペシャル（NTV, 1986年10月11日）
- 三匹が斬る!第1シリーズ 第3話（ANB, 1987年11月5日）
- 母ーちゃん（CX, 1988年5月6日）
- 家政婦は見た！第7回（ANB, 1989年4月8日）- 山川 金太 役
- 勝海舟（NTV, 1990年12月30日）- 勝 小鹿（9歳時）役
- 女相撲（TBS, 1991年10月7日）
- 恐竜戦隊ジュウレンジャー 第1-2話（ANB, 1992年2月21日, 28日）- 悟 役
- あしたへジャンプ（NHK教育, 1992年4月8日 - 1993年3月10日）- 立原 努 役
- 真夏のサンタクロース（TBS, 1992年9月14日）
- 忍者戦隊カクレンジャー 第4話（ANB, 1994年3月11日）- 茂 役
- あぶない放課後（TBS, 1999年4月12日 - 1999年6月21日）
- 新・俺たちの旅 Ver.1999 第5話（NTV, 1999年7月31日）
- 蒼天の夢～松陰と晋作・新世紀への挑戦～（NHK BS9, 2000年1月1日）- 品川 弥二郎 役
- ドラマ愛の詩 幻のペンフレンド2001（NHK教育, 2001年1月6日 - 3月24日）

映画
- 「さよなら」の女たち（監督: 大森一樹, 1987年公開）- 暮林 真 役
- 風の又三郎 ガラスのマント（監督: 伊藤俊也, 1989年3月11日公開）- 亮太 役
- 友情 Friendship（監督: 和泉聖治,1998年5月16日公開）
- 日本の黒い夏 冤罪（監督: 熊井啓, 2001年3月24日公開）- ヒロ 役
- 富江 最終章 禁断の果実（監督: 中原俊, 2002年6月29日公開）- 橋本 和彦（若い頃）役

オリジナルビデオ
- センチメントの季節 第2章 汚れた悲しみ（2000年10月25日発売）- トシ 役